# François-Félix Nogaret
Pour les articles homonymes, voir Nogaret (homonymie).
François-Félix Nogaret, né le 4 novembre 1740 à Versailles et mort le 2 juin 1831 à Paris, est un écrivain français.

## Biographie
Fils d’un premier commis du ministère de la maison du Roi, Nogaret entre en 1761 dans les mêmes bureaux, et y reste jusqu’au Consulat, cumulant plus tard son emploi avec celui de bibliothécaire de la comtesse d’Artois. Au bout de trente années de services, il obtient, à l’époque de la Révolution, en 1791, une pension de 1 500 francs.
Après avoir dirigé en province des ateliers du salpêtre, il est attaché par le ministre Bénézech au département de l’Intérieur en 1795, et nommé par Lucien Bonaparte seul et unique censeur dramatique. Fouché le destitue en 1807, et sa pension, réduite à 1 200 francs, devient son unique ressource. Il se console d’être pauvre, infirme et oublié, en cultivant les lettres jusqu’à sa mort, il conserve la mémoire, l’esprit et la gaieté, et dans ses dernières années le seul titre dont il semble être jaloux est celui de « doyen de la littérature ».
Né en quelque sorte à la cour, Nogaret a puisé cette légèreté de principes, ce libertinage d’esprit qui caractérisent les hommes de son temps. Il a des connaissances variées, comme le prouvent ses relations avec Buffon, Adanson et Montucla. Il écrit avec aisance sur des sujets frivoles ; son style est assez naturel et quelquefois piquant. Palissot le loue dans ses Mémoires, mais le marquis de Langle l’accuse de ne travailler « que pour ses amis, peu difficiles en fait de goût et de correction ».  
Un conte qu'il publie en 1790, Le Miroir des événemens actuels ou la Belle au plus offrant, préfigure, tant par son intrigue (une fable d'invention scientifique) que par l'un de ses protagonistes, un inventeur nommé Frankésteïn qui crée un « homme artificiel » (un automate), le chef-d'œuvre de Mary Shelley, Frankenstein ou le Prométhée moderne (1818), où apparaissent pour la première fois Victor Frankenstein et son monstre,.
Franc-maçon, il est vénérable maître de la loge Patriotisme. Il a écrit en 1784 le poème Le déluge, mis en musique par le compositeur François Giroust, pour une cérémonie solennelle de la loge, à la mémoire d'un frère défunt dont l'identité ne nous est pas connue.
La sépulture de François-Félix Nogaret est au cimetière du Père-Lachaise, 7e division
.

## Œuvres (liste partielle)
- Apologie de mon goût, épître en vers sur l’histoire naturelle, Paris, 1771, VI-45 p.
- Le Fond du sac, ou Restant des babioles de M. X.***, membre éveillé de l'Académie des Dormans, Venise, Paris, 1780, 199 p.
- L’Arétin français, par un membre de l’Académie des dames, suivi des Épices de Vénus, Londres, 1787 (recueil de dix-neuf poèmes servant de légendes à une suite de gravures illustrant les différentes positions amoureuses dues à Elluin d’après les dessins d’Antoine Borel).
- Le Miroir des événemens actuels, ou La Belle au plus offrant, histoire à deux visages, Paris, 1790, XII-75 p. [lire en ligne] Traduction anglaise : The Mirror of Present Events; or, Beauty to the Highest Bidder, dans Brian Stableford, éd. The Mirror of Present Events [anthologie], Black Coat Press, 2016[7]
- Cange, ou Le commissionnaire , trait historique en vers,, Paris, an III [1794], 20 p. [lire en ligne]
- Hercule triomphant, ou Le despotisme terrassé, Versailles, 1794, 15 p. [lire en ligne]
- Contes et historiettes en prose, Versailles, 1795, 6 parties en 3 volumes.
- L’Âme de Timoléon, ou Principes républicains, philosophiques et moraux, auxquels on a joint quelques motifs de chants analogues aux fêtes nationales et décadaires, Paris, an VI [1797], 171 p. [[ lire en ligne]]
- Le Danger des extrêmes, essai critique, à l'ordre du jour..., Paris, an VIII [1800], 136 p.
- Aristénète au Vaudeville, 1er janvier 1806, Paris, s.d., 40 p.
- L’aristénète français, ou Recueil de folies amoureuses, Paris, 1807, 3 tomes en 2 volumes.
- Apologues et nouveaux contes en vers, Orléans, 1814, VIII-312 p.
- Dernier soupir d’un rimeur de 89 ans, ou Versiculet de Nogaret (Félix), sur la métaphysico-néologo-romanticologie, Paris, 1829, 28 p.
- Étincelle d’un feu qui s’éteint. L’œuf frais ou Erato gallina puerpera, fiction nouvelle de Nogaret, contre le coryphée des Ostrogoths, ennemis de la langue et du bon sens (contre Victor Hugo) Paris, 1830, 36 p.
- La Femme créée avant l’homme, le Dîner de l’Ours, etc., Paris, 1830, 56 p.
- Félix Nogaret, « membre de l'Académie des Dames », L'Arétin français, Priapeville, Imprimerie galante, an iii du xxe siècle foutatif (lire en ligne sur Gallica)En se défendant explicitement de chercher à traduire Pierre l'Arétin, Nogaret se réfère ici implicitement à ses  Sonnets luxurieux